# Jerzy Kubaczewski
Jerzy Kubaczewski (ur. 14 września 1927, zm. 6 września 2007) – polski skoczek i instruktor spadochronowy.
Instruktor spadochronowy Aeroklubu Ostrowskiego. 11 czerwca 1954 roku, jako pierwszy Polak, został rekordzistą świata w skokach spadochronowych (skok na celność lądowania z wysokości 600 m z natychmiastowym otwarciem spadochronu). 
Ponownie rekordzistą świata 31 maja 1955 roku (skok na celność lądowania z wysokości 600 m z opóźnionym otwarciem spadochronu). 
Spoczął na cmentarzu w Ostrowie Wielkopolskim przy ulicy Bema.